# Natriumtetrachloorpalladaat
Natriumtetrachloropalladaat is een complex zout van natrium en palladium, met als brutoformule Na2PdCl4. Het is een interessant complex, omdat het met fosfine kan verderreageren tot fosfine-complexen van palladium. Deze kunnen als katalysator aangewend worden.

## Synthese
Natriumtetrachloropalladaat kan bereid worden door palladium(II)chloride te laten reageren met een waterige oplossing van natriumchloride:
{\displaystyle \mathrm {PdCl_{2}\ +\ 2\ NaCl\longrightarrow \ Na_{2}PdCl_{4}} }

## Toepassingen
Palladium wordt veel toegepast in tandheelkundige legeringen voor kroon- en brugwerk. Toch is het zeer moeilijk om een allergie voor palladium en diens verbindingen te achterhalen. Natriumtetrachloropalladaat zou als alternatief kunnen gebruikt worden voor het testzout palladium(II)chloride om zo'n allergie te achterhalen.